# 耶洛黑德鎮區 (伊利諾伊州坎卡基縣)
耶洛黑德鎮區（英語：Yellowhead Township）是位於美國伊利諾伊州坎卡基縣的一個行政鎮區。

## 地方資料
根據2010年美國人口普查的數據，耶洛黑德鎮區的面積為114.10平方千米，當中陸地面積為114.02平方千米，而水域面積為0.08平方千米。當地共有人口2600人，而人口密度為每平方千米22.79人。